# Doix
Doix est une ancienne commune française située dans le département de la Vendée, en région Pays-de-la-Loire.
Commune de la région naturelle du Marais poitevin, elle est incluse dans le parc naturel régional du marais poitevin.
Avec Fontaines, au 1er janvier 2016, elle devient une commune déléguée de Doix-lès-Fontaines.

## Géographie
Le territoire municipal de Doix s'étend sur 1 343 hectares. L'altitude moyenne de la commune est de 4 mètres, avec des niveaux fluctuant entre 1 et 18 mètres,.

## Toponymie
En poitevin, la commune est appelée Doué ou Doés.

## Politique et administration

### Liste des maires
| Période                                  | Période          | Identité        | Étiquette | Qualité  |
| ---------------------------------------- | ---------------- | --------------- | --------- | -------- |
| mars 2001                                | avril 2008       | Gaston Pageaud  |           |          |
| avril 2008                               | 28 mars 2014     | Daniel Barreaud |           | Retraité |
| 28 mars 2014                             | 31 décembre 2015 | Lionel Pageaud  |           |          |
| Les données manquantes sont à compléter. |                  |                 |           |          |

### Liste des maires délégués
| Période                                  | Période     | Identité       | Étiquette | Qualité                                   |
| ---------------------------------------- | ----------- | -------------- | --------- | ----------------------------------------- |
| 4 janvier 2016                           | 26 mai 2020 | Lionel Pageaud |           | Maire de Doix-lès-Fontaines (depuis 2016) |
| 26 mai 2020                              | En cours    | Serge Birot    |           |                                           |
| Les données manquantes sont à compléter. |             |                |           |                                           |

## Démographie

### Évolution démographique
L'évolution du nombre d'habitants est connue à travers les recensements de la population effectués dans la commune depuis 1793. À partir du 1er janvier 2009, les populations légales des communes sont publiées annuellement dans le cadre d'un recensement qui repose désormais sur une collecte d'information annuelle, concernant successivement tous les territoires communaux au cours d'une période de cinq ans. 
Pour les communes de moins de 10 000 habitants, une enquête de recensement portant sur toute la population est réalisée tous les cinq ans, les populations légales des années intermédiaires étant quant à elles estimées par interpolation ou extrapolation. Pour la commune, le premier recensement exhaustif entrant dans le cadre du nouveau dispositif a été réalisé en 2006,.
En 2015, la commune comptait 948 habitants, en évolution de +16,46 % par rapport à 2008 (Vendée : +5,7 %, France hors Mayotte : +2,49 %).
| 1793  | 1800  | 1806  | 1821  | 1831  | 1836  | 1841  | 1846  | 1851  |
| ----- | ----- | ----- | ----- | ----- | ----- | ----- | ----- | ----- |
| 1 050 | 1 113 | 1 266 | 1 494 | 1 596 | 1 593 | 1 567 | 1 616 | 1 471 |

| 1856  | 1861  | 1866  | 1872  | 1876  | 1881  | 1886  | 1891  | 1896  |
| ----- | ----- | ----- | ----- | ----- | ----- | ----- | ----- | ----- |
| 1 500 | 1 548 | 1 532 | 1 383 | 1 360 | 1 327 | 1 356 | 1 325 | 1 256 |

| 1901  | 1906  | 1911  | 1921 | 1926 | 1931 | 1936 | 1946 | 1954 |
| ----- | ----- | ----- | ---- | ---- | ---- | ---- | ---- | ---- |
| 1 182 | 1 113 | 1 044 | 856  | 799  | 772  | 728  | 684  | 664  |

| 1962 | 1968 | 1975 | 1982 | 1990 | 1999 | 2006 | 2011 | 2013 |
| ---- | ---- | ---- | ---- | ---- | ---- | ---- | ---- | ---- |
| 640  | 590  | 582  | 764  | 813  | 793  | 801  | 918  | 941  |

En 2008, Doix comptait 814 habitants  (soit une augmentation de 3 % par rapport à 1999). La commune occupait le 11 287e rang au niveau national, alors qu'elle était au 10 541e en 1999, et le 201e au niveau départemental sur 282 communes.

### Pyramide des âges
La population de la commune est relativement âgée. Le taux de personnes d'un âge supérieur à 60 ans (27,2 %) est en effet supérieur au taux national (21,6 %) et au taux départemental (25,1 %).
À l'instar des répartitions nationale et départementale, la population féminine de la commune est supérieure à la population masculine. Le taux (51,7 %) est du même ordre de grandeur que le taux national (51,6 %).
La répartition de la population de la commune par tranches d'âge est, en 2007, la suivante :
- 48,3 % d'hommes (0 à 14 ans = 20,9 %, 15 à 29 ans = 14,2 %, 30 à 44 ans = 18,9 %, 45 à 59 ans = 25,6 %, plus de 60 ans = 20,4 %) ;
- 51,7 % de femmes (0 à 14 ans = 15,2 %, 15 à 29 ans = 13,5 %, 30 à 44 ans = 17,2 %, 45 à 59 ans = 20,6 %, plus de 60 ans = 33,5 %).

| Hommes | Classe d’âge | Femmes |
| ------ | ------------ | ------ |
| 1,3    | 90 ans ou +  | 5,8    |
| 6,4    | 75 à 89 ans  | 14,9   |
| 12,7   | 60 à 74 ans  | 12,8   |
| 25,6   | 45 à 59 ans  | 20,6   |
| 18,9   | 30 à 44 ans  | 17,2   |
| 14,2   | 15 à 29 ans  | 13,5   |
| 20,9   | 0 à 14 ans   | 15,2   |

| Hommes | Classe d’âge | Femmes |
| ------ | ------------ | ------ |
| 0,4    | 90 ans ou +  | 1,2    |
| 7,3    | 75 à 89 ans  | 10,6   |
| 14,9   | 60 à 74 ans  | 15,7   |
| 20,9   | 45 à 59 ans  | 20,2   |
| 20,4   | 30 à 44 ans  | 19,3   |
| 17,3   | 15 à 29 ans  | 15,5   |
| 18,9   | 0 à 14 ans   | 17,4   |

## Lieux et monuments
- Château érigé en 1656 par Étienne Daurat qui fut restauré ces dernières années[15].
- Église Saint-Pierre, inscrite aux monuments historiques en 1989.

## Personnalités liées à la commune
- Prieur Gusteau.

## Pour approfondir